# 大特里斯 (加利福尼亞州)
大特里斯（英語：Big Trees）是位於美國加利福尼亞州卡拉韋拉斯縣的一個非建制地區。該地的面積和人口皆未知。

## 地理
大特里斯的座標為38°16′39″N 120°18′38″W / 38.27750°N 120.31056°W，而該地的平均海拔高度為1441米（即4728英尺）。